# Zane Maloney
Pour les articles homonymes, voir Maloney.
Zane Maloney, né le 2 octobre 2003 à Bridgetown, est un pilote automobile barbadien. Vainqueur du championnat de Formule 4 britannique avec l'écurie Carlin, il est le premier pilote non-Britannique à remporter ce championnat et le premier Barbadien à remporter un championnat européen en monoplace. En 2022, il termine vice-champion du championnat de Formule 3. Il est membre du Red Bull Junior Team et pilote de réserve pour Red Bull Racing en 2023 puis occupe le même rôle chez Kick Sauber à partir de l'année suivante.

## Biographie

### Carrière de pilote automobile

#### Karting
Zane Maloney naît en 2003 à Bridgetown. Sa famille pratique le sport automobile de générations en générations, ainsi son père, ses deux oncles, ses deux cousins et son grand-père courent ou ont couru dans différentes compétitions régionales. Le jeune Zane s'essaye au karting dès l'âge de 4 ans après avoir regardé la Formule 1 à la télévision et suivi les courses de Lewis Hamilton qui devient son idole. Ils sont tous les deux originaires des Iles Caribéennes. Durant ses deux premières années en karting, son père est son mécanicien. Il remporte ses premières courses dans son pays la Barbade. 
En 2017, il participe à ses premières courses en dehors du continent Américain, avec l'équipe Ricky Flynn Motorsport, qui a quelques années auparavant lancé la carrière du pilote de Formule 1 Lando Norris. Il prend ainsi part au Championnat du monde de karting, dans la catégorie OK-Junior. À cette époque, il rencontre Jenson Button lors du Festival de vitesse Barbadien en 2017,. En 2018, il concourt cette fois ci en catégorie OK-Senior, s'imposant lors d'une course des WSK - Super Master Series sur le circuit de La Conca. Il termine finalement 4e du championnat Européen CIK-FIA dans sa catégorie. 

#### Formules de promotion

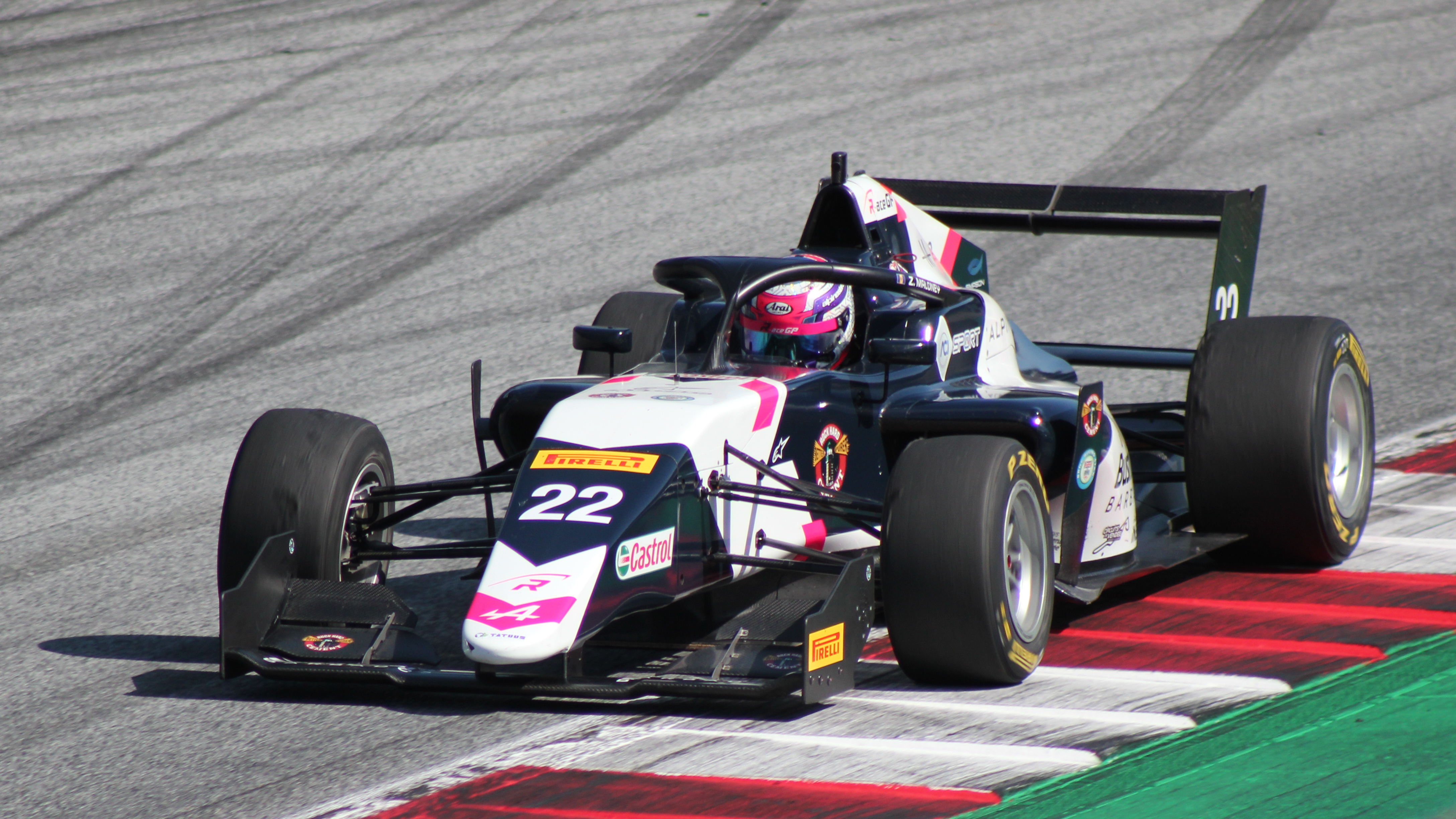
Zane Maloney en Formule Régionale en 2021 à Spielberg.

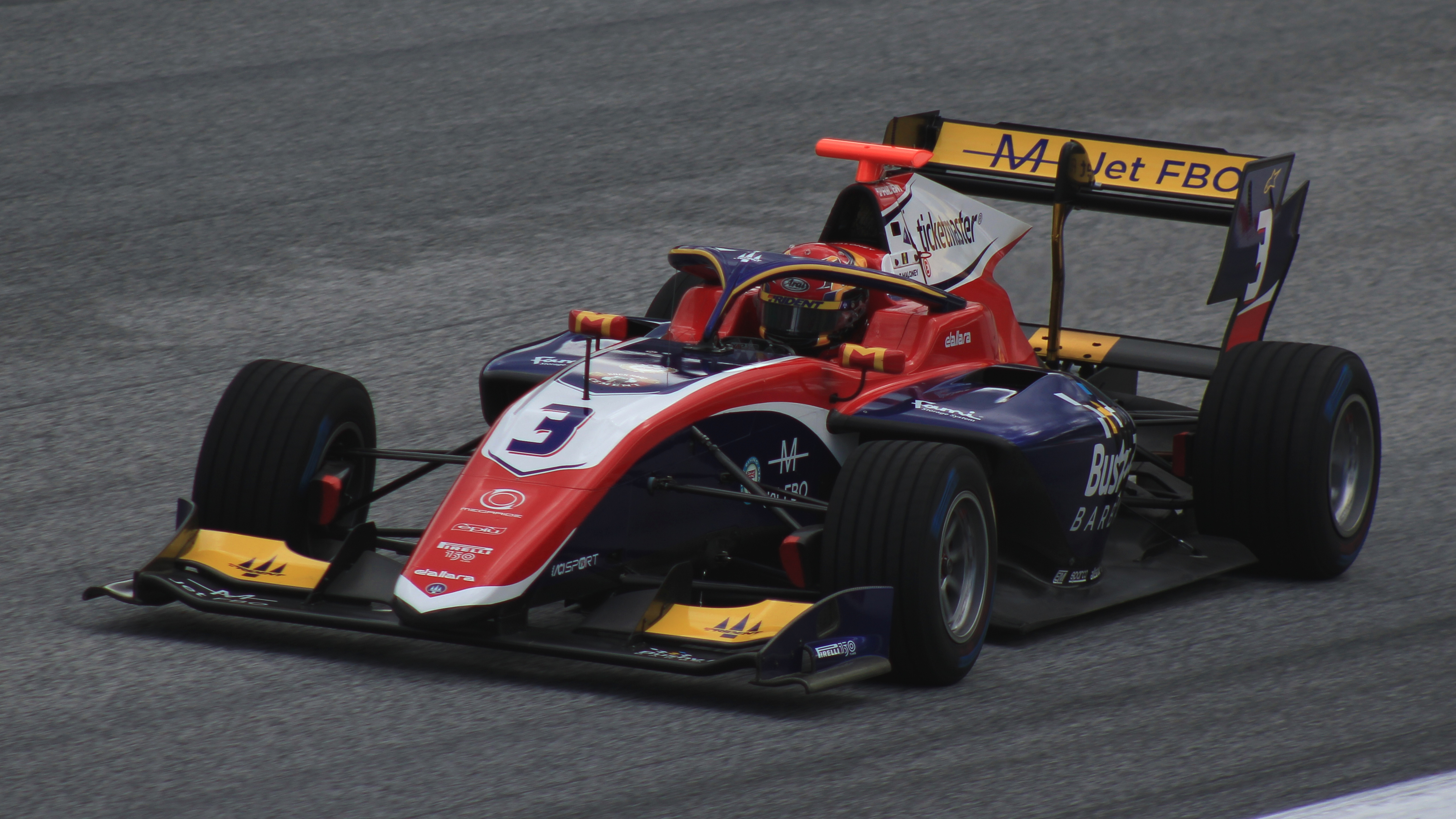
Zane Maloney en Formule 3 en 2022 à Spielberg.

En 2019, il fait ses débuts en compétition en monoplace avec l'équipe Carlin en Formule 4 Britannique, toujours à l'instar d'un Lando Norris. Il y remporte dix courses, dont quatre consécutives, ainsi que le championnat et devient le seul pilote Barbadien à avoir remporté un championnat de monoplace européen.
En 2020, il pilote à nouveau pour le compte de Carlin en Euroformula Open.
En 2021, Le pilote de la Barbade rejoint l’écurie française R-ace GP dans le championnat d'Europe de Formule Régionale. Saisissant l’opportunité de conduire dans l'une des meilleures écuries du championnat, Maloney s'installe dans un appartement en France et se concentre sur sa carrière automobile. Il remporte la deuxième course à Monaco. Sur le circuit de Monza, Maloney monte sur le podium de la première course, derrière ses coéquipiers Hadrien David et Isack Hadjar.

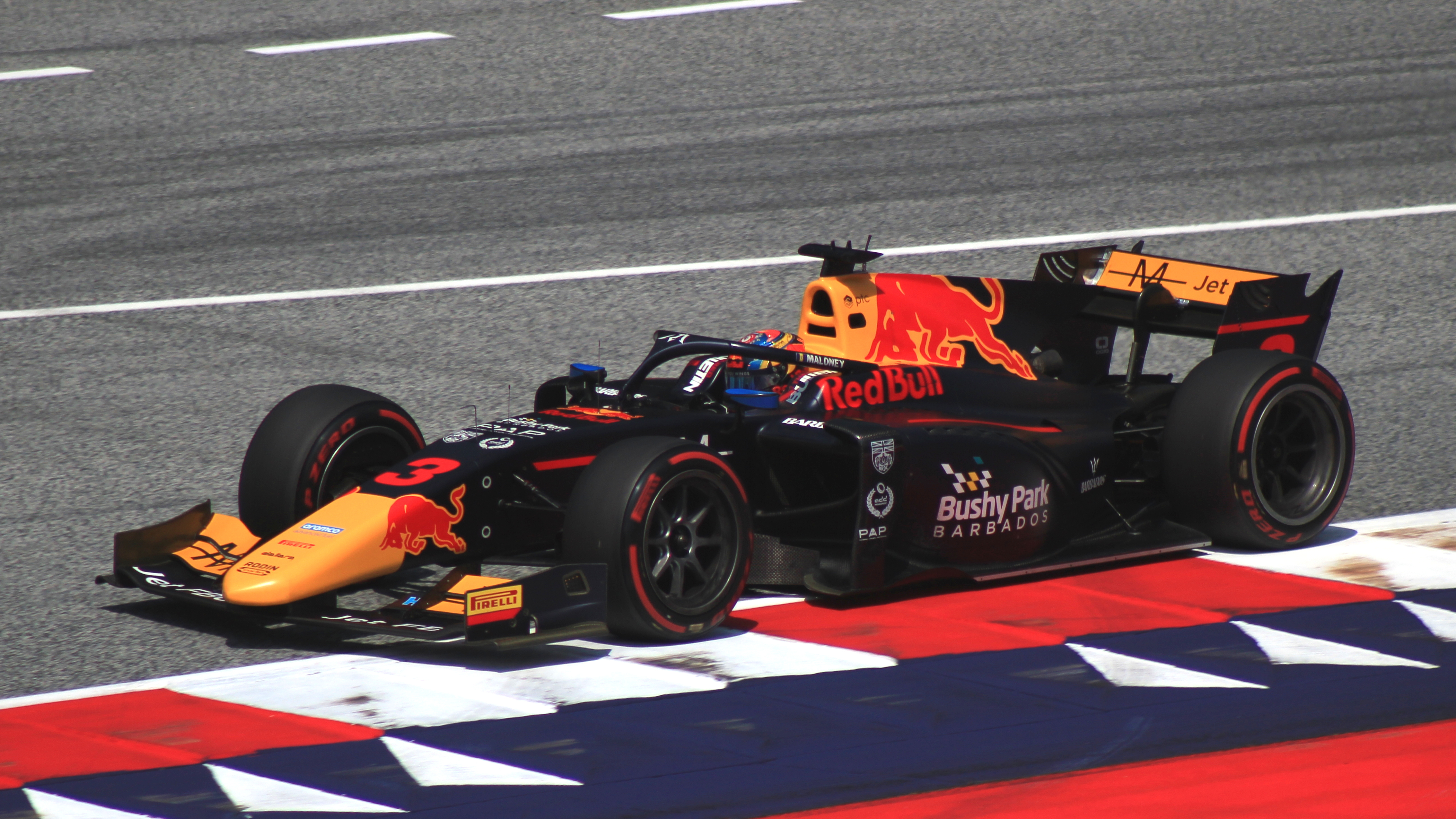
Zane Maloney en Formule 2 en 2023 à Spielberg.

En 2022, Maloney est recruté par Trident Racing pour disputer la saison 2022 du championnat de Formule 3 FIA. Sur le circuit de Spa-Francorchamps, le Barbadien est victime d'un spectaculaire accident en course sprint avant de remporter la course principale le lendemain,. Il confirme sa bonne forme à Zandvoort en réalisant la pole position, le meilleur tour en course et en terminant sur la première marche du podium de la course principale. Après une nouvelle victoire en course principale à Monza, la troisième consécutive, il termine vice-champion, à cinq points de Victor Martins.

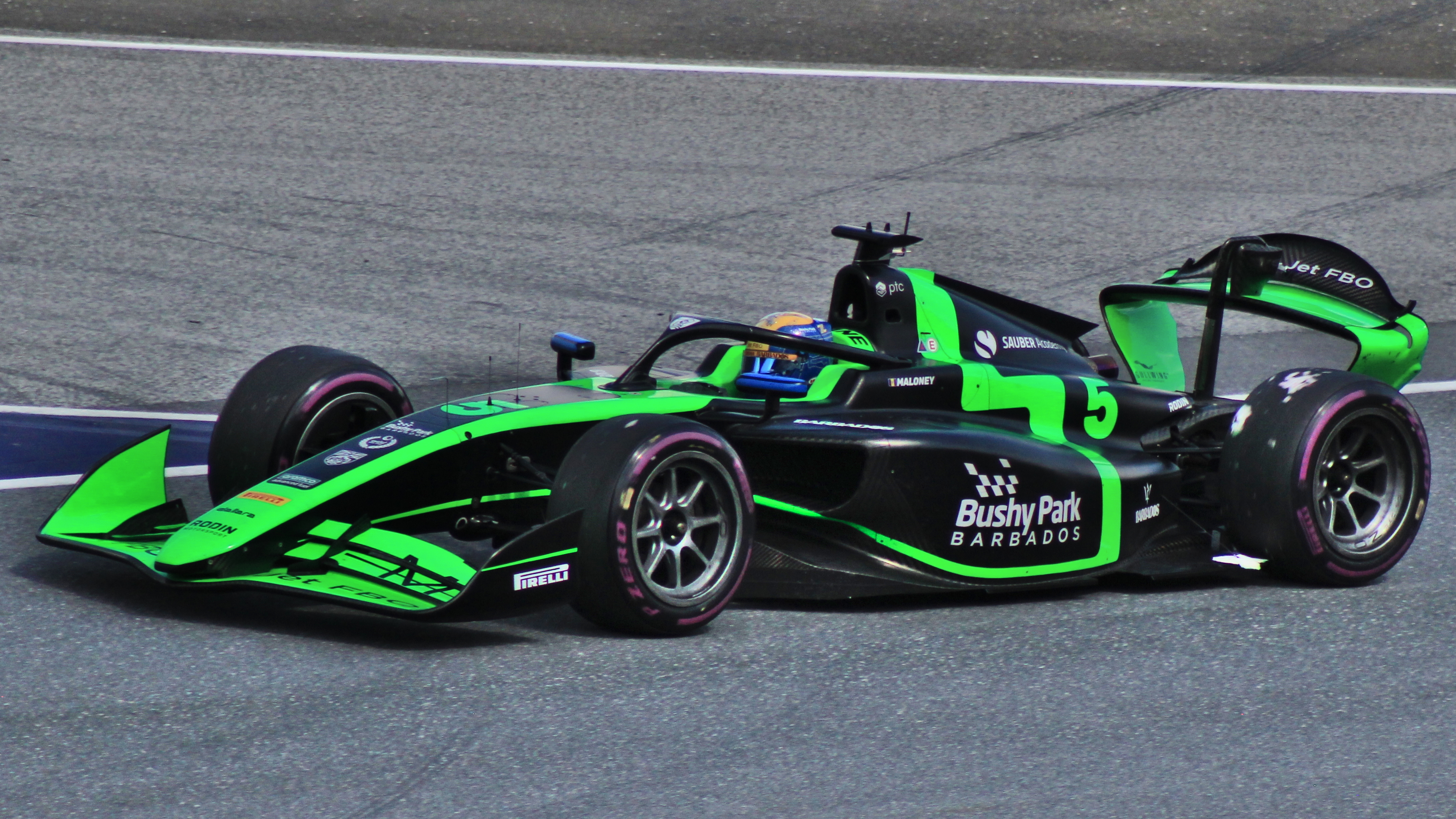
Zane Maloney en Formule 2 en 2024 à Spielberg.

En 2023, il rejoint la Formule 2 au sein de l'écurie Rodin Carlin, avec laquelle il décroche ses premiers podiums dans la catégorie. L'année suivante, Maloney entame sa deuxième année en F2, toujours sous les couleurs de l'écurie britannique. Le pilote de la Barbade quitte le Red Bull Junior Team pour la Sauber Academy et devient réserviste pour l'écurie Stake F1 Team. Il remporte les deux premières courses de la saison en réalisant un doublé avec la victoire sur la course sprint (grille inversée) et sur la course longue.

## Formule E 2025
Il s'engage en Formule E pour la saison 2024-2025 avec Lola Yamaha ABT Formula E Team. Il termine douzième de la première course. 

## Résultats en compétition automobile
| Saison | Championnat              | Écurie        | Courses | Victoires | Pole positions | Meilleurs tours | Podiums | Points | Classement |
| ------ | ------------------------ | ------------- | ------- | --------- | -------------- | --------------- | ------- | ------ | ---------- |
| 2019   | Formule 4 Britannique    | Carlin Racing | 30      | 10        | 6              | 5               | 15      | 427    | Champion   |
| 2020   | Euroformula Open         | Carlin Racing | 18      | 0         | 0              | 0               | 2       | 115    | 7e         |
| 2021   | Formule Régionale Europe | R-ace GP      | 20      | 1         | 1              | 1               | 7       | 170    | 4e         |
| 2022   | Formule 3 FIA            | Trident       | 18      | 3         | 2              | 3               | 4       | 134    | 2e         |
| 2022   | Formule 2                | Trident       | 2       | 0         | 0              | 0               | 0       | 0      | 26e        |
| 2023   | Formule 2                | Rodin Carlin  | 26      | 0         | 0              | 0               | 4       | 96     | 10e        |
| 2024   | Formule 2                | Rodin Carlin  | 26      | 2         | 1              | 1               | 7       | 140    | 4e         |